# Flora en de fantastische eekhoorn (boek)
Flora en de fantastische eekhoorn, oorspronkelijk in het Engels uitgegeven als Flora & Ulysses: The Illuminated Adventure, is een kinderboek uit 2013, geschreven door Kate DiCamillo en geïllustreerd door K.G. Campbell. Het boek verhaalt over Flora, een meisje van tien dat van superheldenstrips houdt, en de eekhoorn Odysseus, met wie ze bevriend raakt. Het boek is in vierentwintig talen vertaald en won in 2014 de Newbery Medal.